# 누가 그 종을 울리는 것인가?
〈누가 그 종을 울리는 것인가?〉(誰がその鐘を鳴らすのか? 다레가소노가네오나루사스노가?[*])는 일본의 여성 아이돌 그룹 케야키자카46의 첫 디지털 싱글이다.

## 개요
- 케야키자카46의 첫 디지털 싱글이다.
- 본 곡은 〈케야키자카46〉명의로서의 마지막 싱글이자, 마지막 곡이다.
- 같은 곡은 이온 카드의 《나의 길》 CM송.